# José Araquistáin
José Araquistáin Arrieta (Azkoitia, 4 marzo 1937) è un ex calciatore spagnolo, di ruolo portiere.

## Carriera

### Club
Cresciuto con l'Elgoibar, passa all'Eibar con cui esordisce nella Segunda División spagnola.
Nella stagione 1956-1957 viene acquistato dalla Real Sociedad, con cui esordisce nella Liga e vi disputa 106 incontri, conquistando anche la convocazione nella Nazionale maggiore.
Nel 1961 passa al Real Madrid facendo parte della generazione Yé-yé: nella capitale conquista numerosi trofei, tra cui sei campionati, una Coppa del Generalisimo, una Coppa dei Campioni e un Trofeo Zamora, riservato al miglior portiere dell'anno nel campionato spagnolo.
Nel 1968 viene ceduto all'Elche dove resta per tre stagioni, terminando infine la carriera dopo due campionati nel Castellon.

### Nazionale
La Nazionale spagnola lo vide in campo sei volte, a partire dal 17 settembre 1960, durante Cile-Spagna (1-4).
Partecipò al Mondiale cileno del 1962.

## Palmarès

### Competizioni nazionali
- Campionato spagnolo: 6

Real Madrid: 1961-1962, 1962-1963, 1963-1964, 1964-1965, 1966-1967, 1967-1968
- Coppa di Spagna: 1

Real Madrid: 1961-1962

### Competizioni internazionali
- Coppa dei Campioni: 1

Real Madrid: 1965-1966

### Premi individuali
- Trofeo Zamora: 1

1961-1962